# Mike Clevinger
Michael Anthony Clevinger (né le 21 décembre 1990 à Jacksonville, Floride, États-Unis) est un lanceur droitier des Padres de San Diego de la Ligue majeure de baseball.

## Carrière
Mike Clevinger est choisi par les Angels de Los Angeles au 4e tour de sélection du repêchage de 2011. Il commence sa carrière professionnelle en 2011 dans les ligues mineures avec des clubs affiliés aux Angels, mais ceux-ci l'échangent aux Indians de Cleveland le 7 août 2014 en retour du lanceur droitier Vinnie Pestano.
Clevinger fait ses débuts dans le baseball majeur avec les Cleveland le 18 mai 2016. En 17 matchs joués, dont 10 comme lanceur partant, à sa première saison, Clevinger remporte trois victoires contre trois défaites avec une moyenne de points mérités de 5,26 et 50 retraits sur des prises en 53 manches lancées. Il participe aux séries éliminatoires où il est utilisé comme lanceur de relève, y compris pour 4 manches lancées en 3 sorties dans la Série mondiale 2016.